# Base Aérea de Sidi Slimane
La base aérea de Sidi Slimane (OACI: GMSL) es una base aérea militar, a unos 12,5 kilómetros al oeste de Sidi Slimane, una ciudad en la región de Rabat-Salé-Kénitra en Marruecos. También se la conoce como la Quinta Base de la Real Fuerza Aérea o BAFRA N.º 5, operada por la Real Fuerza Aérea de Marruecos.

## Historia
Construida en 1951, la base aérea de  Sidi Slimane fue utilizada inicialmente por el Comando Aéreo Estratégico (SAC) de la Fuerza Aérea de los Estados Unidos como base de despliegue avanzado para el B-50 Superfortress y posteriormente unidades B-47 Stratojet desplegadas desde los Estados Unidos, en lo que entonces era la África del Norte francesa. La base era una de las tres bases bajo mando del SAC (Boulhaut, Sidi Slimane, y Nouasseur) construidas en Marruecos en respuesta a los temores intensificados de la OTAN por la Guerra Fría, después de la guerra de Corea.
Las instalaciones se ampliaron a principios de la década de 1950 para dar cabida a aviones a reacción y fueron utilizadas por la 5.ª División Aérea del SAC como base de despliegue avanzado para los bombarderos y unidades de apoyo B-47 Stratojet y B-36 Peacemaker durante la Guerra Fría.
Sidi Slimane también fue utilizada por la 17.ª Fuerza Aérea  de las Fuerzas Aéreas de los Estados Unidos en Europa (USAFE), que asignó el 324° Escuadrón de Cazas-Interceptores equipado con F-86D Sabre para proporcionar defensa aérea a las bases en Marruecos durante la década de 1950. El 31 de enero de 1958 tuvo lugar un accidente aéreo de un B-47 que transportaba un arma nuclear. 
Tras la independencia de Marruecos en 1956, el gobierno de Mohammed V quería que la Fuerza Aérea de los EE. UU. se retirara de las bases del SAC en Marruecos, insistiendo en tal acción después de la intervención estadounidense en el Líbano en 1958. Los Estados Unidos abandonaron Sidi Slimane el 30 de septiembre de 1963, que se entregó al gobierno marroquí.
Hoy en día, la base alberga dos alas de combate equipadas con  Mirage F1, el Escadron de Chasse "Atlas" (Mirage F1EH-200) y el Escadron de Chasse "Assad" (Mirage F1CH). La actividad en la base se ha reducido hasta cierto punto desde su apogeo bajo la USAF.

## Instalaciones
La base tiene una elevación de 55 metros sobre el nivel del mar. Tiene una pista de aterrizaje designada 26/08 con una superficie de asfalto que mide 3445 metros. 
Se han construido un gran número de refugios reforzados para aviones dispersos y tiene al menos un helicóptero estacionado. La pista principal y de las calles de rodaje parecen estar en buen estado. Algunos antiguos cuarteles de la USAF son visibles y todavía parecen estar en uso al noroeste de la base, aunque la mayoría de los edificios han sido derribados.